# Вили Вајт
Вили Вајт (енгл. Willye White; Мани, 1. јануар 1936 — Чикаго, 6. фебруар 2007) је била америчка атлетичарка и једина Американка која је пет пута била члан америчког олимпијског тима и учествовала на Олимпијским играма одржаним од 1956. до 1972. године у скоку удаљ и трчању на 100 . Била је и двоструки освајач сребрне медаље.
Имала је 16 година када је освојила сребро у скоку у даљ на Олимпијским играма у Мелбурну 1956. године. Била је прва Американка која је освојила медаљу у тој дисциплини. Друго олимпијско сребро освојила је у Токију 1964. године, као члан штафете 4×100 метара.

## Резултати
- - Олимпијске игре
- злато 1956 Мелбурн, скок удаљ 6,09
- сребро 1964 Токио, штафета 4 х 100 m (Вили Вајт, Вајоми Тајс, Мерилин Вајт, Едит Магвајер) 43,9 s

- - Панамеричке игре
- злато 1963 Сао Пауло скок удаљ 6,15
- сребро 1959 Чикаго, скок удаљ 5,70
- сребро 1967 Винипег, скок у даљ 6,17